# Komitat Bács-Bodrog
Das Komitat Bács-Bodrog [ˈbaːʧ ˈbodroɡ] (deutsch selten auch Komitat Batsch-Bodrog; ungarisch Bács-Bodrog vármegye, serbisch Bačko-Bodroška županija, lateinisch comitatus Bacsiensis et Bodrogiensis) war eine Verwaltungseinheit im Süden des Königreichs Ungarn. Verwaltungssitz war Zombor.

## Geographie

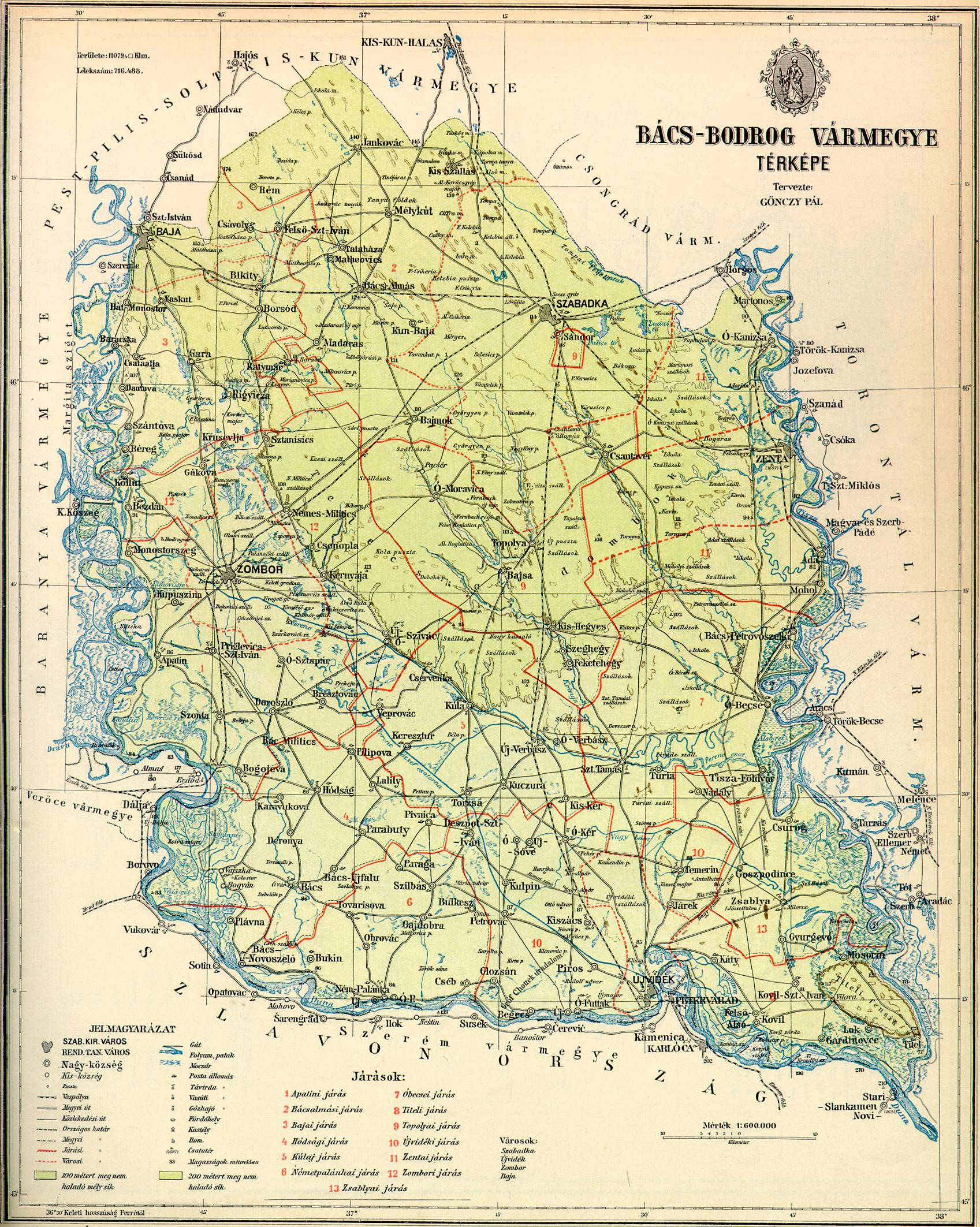
Karte des Komitats Bács-Bodrog um 1890

Das Komitat lag zwischen Donau und unterster Theiß und umfasste 11.080 Quadratkilometer. Es ist Niederung, voller Sümpfe und Seen, äußerst fruchtbar an Weizen, der häufig exportiert wurde, Wein, Tabak und reich an Vieh, Wildbret und Fisch. An Holz mangelte es. Merkwürdig sind die meilenlangen Römerschanzen.
Hauptstadt des Komitats, welches von der Alföld-Fiumaner und Budapest-Semliner Eisenbahn sowie dem Franzenskanal, auch Bácser Kanal, durchquert wurde, war Zombor.
Im Norden wurde das Komitat vom Komitat Pest-Pilis-Solt-Kiskun und dem Komitat Csongrád, im Osten vom Komitat Torontál, im Süden vom Komitat Syrmien (Szerém) und im Westen auf einem kurzen Stück im Südwesten vom Komitat Virovititz (Verőce) und dem Komitat Baranya.

## Geschichte

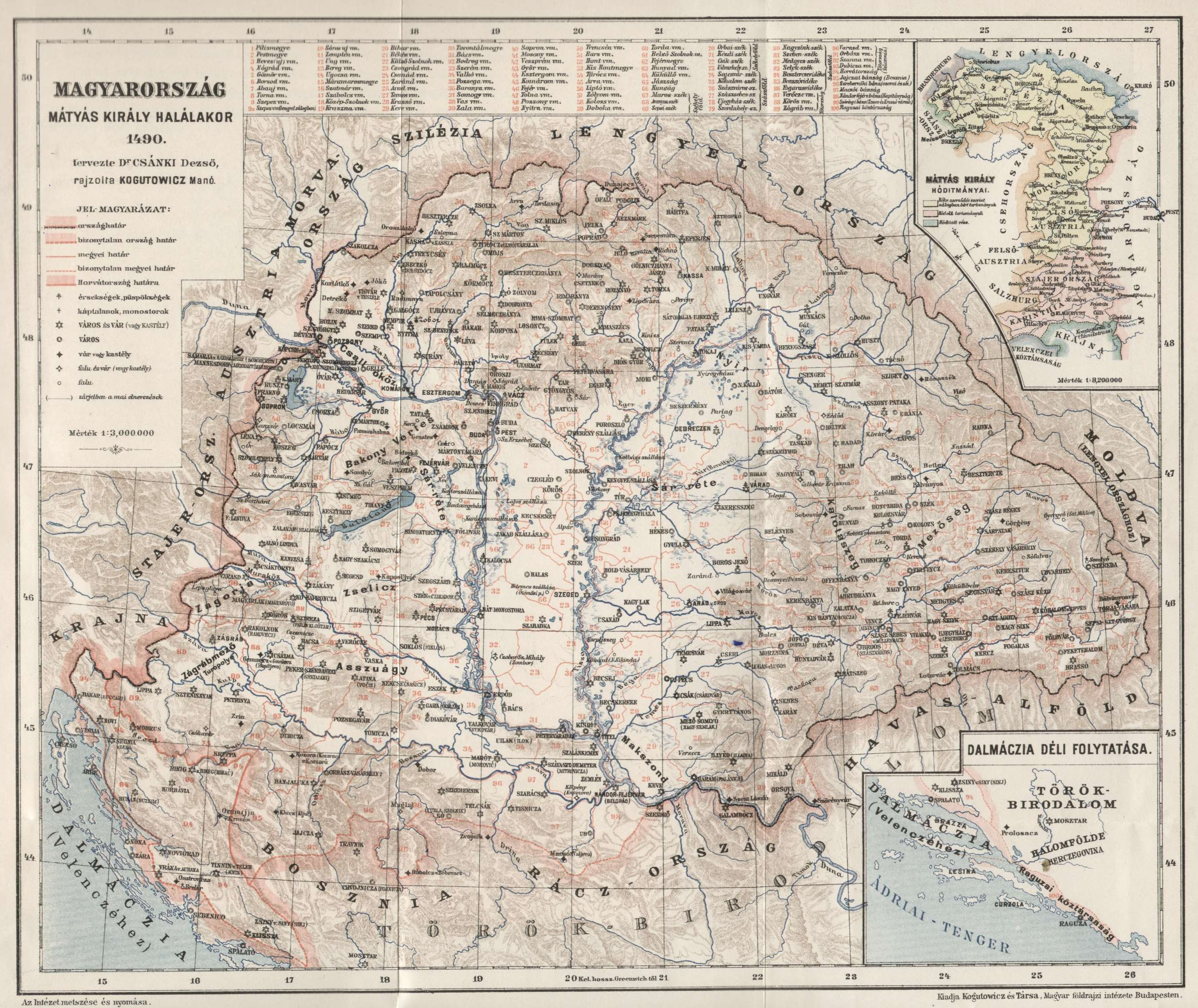
Kgr. Ungarn um 1490: Bács (31), Bodrog (32)

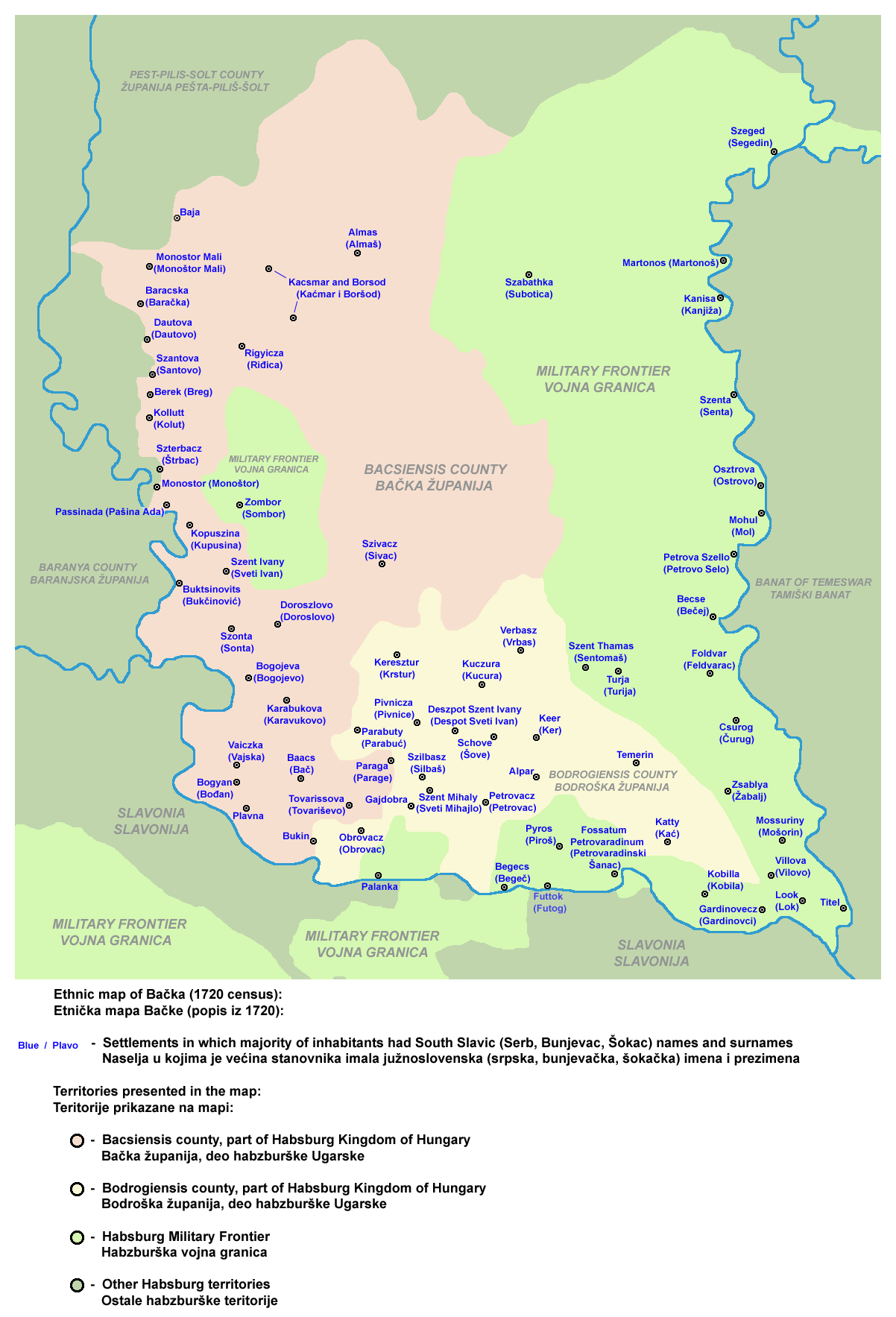
Ethnische Karte von 1720

Die Komitate Bács und Bodrog entstanden im 11. Jahrhundert, wobei das Komitat Bács im südöstlichen Teil des späteren Komitats Bács-Bodrog lag und das Komitat Bodrog im nordwestlichen Teil. Nach der Besetzung durch die Osmanen kam das Gebiet im 16. Jahrhundert zum Sandschak Segedin, nach der Rückeroberung 1699 wurde der alte Zustand wiederhergestellt und es kam schließlich 1802 zur endgültigen Vereinigung der beiden Komitate. 1848/49 wurde es dann der Woiwodschaft Serbien zugeschlagen und danach von 1849 bis 1860 der Serbischen Woiwodschaft und dem Temeser Banat angegliedert.

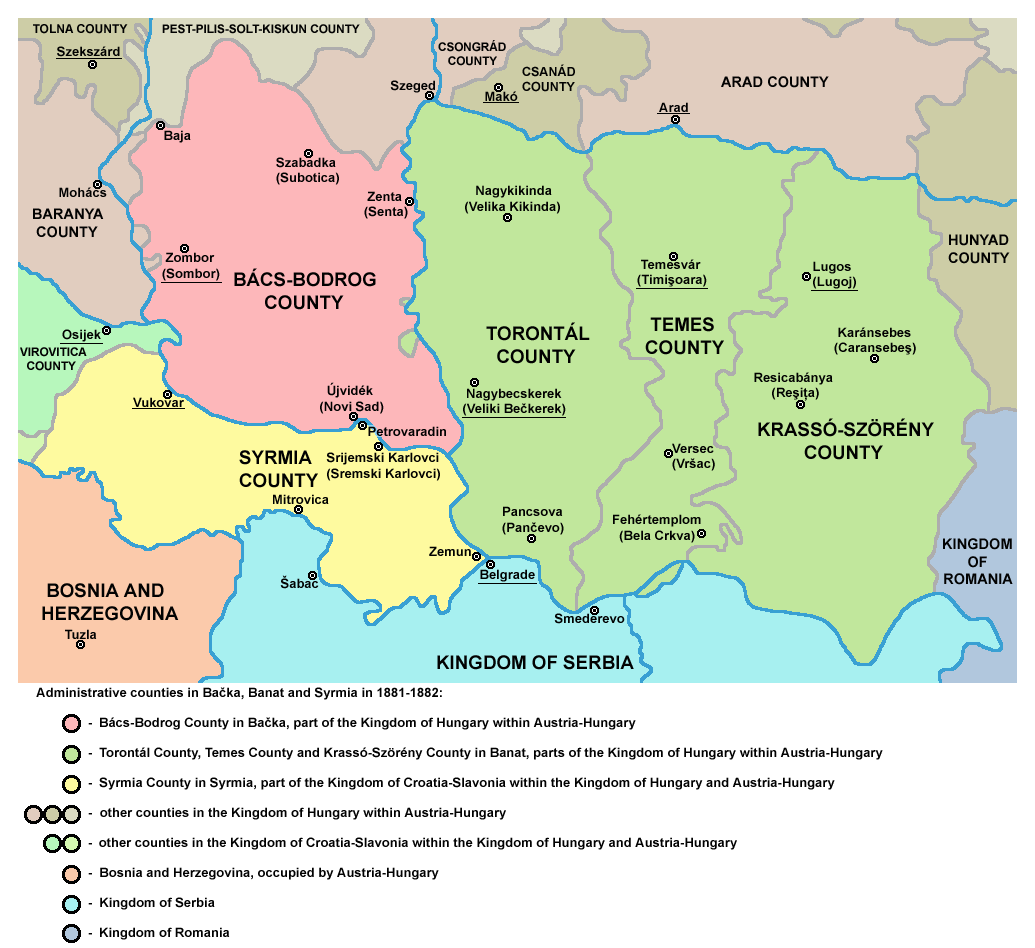
Karte mit allen aus der Serbischen Woiwodschaft und dem Temeser Banat entstandenen Komitaten nach 1881

Nach dem Ende des Ersten Weltkriegs 1918 besetzten serbische Truppen das Gebiet. Bis zum Vertrag von Trianon 1920 wurde es vom Königreich der Serben, Kroaten und Slowenen verwaltet und danach zwischen beiden Ländern aufgeteilt.
Während Jugoslawien den größten Teil im Süden erhielt, verblieben etwa 15 Prozent der Komitatsfläche im Norden bei Ungarn. Der bei Ungarn verbliebene Teil mit der Hauptstadt Baja blieb in seinen Grenzen bis zur großen Komitatsreform 1950 bestehen und bildete danach mit den südlichen Teilen des Komitats Pest-Pilis-Solt-Kiskun das neue Komitat Bács-Kiskun.

## Bezirksunterteilung
Im frühen 20. Jahrhundert bestanden folgende Stuhlbezirke (meist nach dem Namen des Verwaltungssitzes benannt):
| Stuhlbezirke (járások)                     | Stuhlbezirke (járások)                     |
| Stuhlbezirk                                | Verwaltungssitz                            |
| ------------------------------------------ | ------------------------------------------ |
| Bezirk Apatin                              | Apatin                                     |
| Bezirk Bácsalmás                           | Bácsalmás                                  |
| Bezirk Baja                                | Baja                                       |
| Bezirk Hódság                              | Hódság, heute Оџаци/Odžaci                 |
| Bezirk Kula                                | Kula, heute Кула/Kula                      |
| Bezirk Óbecse                              | Óbecse, heute Бечеј/Bečej                  |
| Bezirk Palánka                             | Palánka, heute Бачка Паланка/Bačka Palanka |
| Bezirk Titel                               | Titel                                      |
| Bezirk Topolya                             | Topolya, heute Бачка Топола/Bačka Topola   |
| Bezirk Újvidék                             | Újvidék, heute Нови Сад/Novi Sad           |
| Bezirk Zenta                               | Zenta                                      |
| Bezirk Zombor                              | Zombor, heute Сомбор/Sombor                |
| Bezirk Zsablya (Józseffalva)               | Zsablya, heute Жабаљ/Žabalj                |
| Stadtkreise (törvényhatósági jogú városok) |                                            |
| Baja                                       |                                            |
| Szabadka, heute Суботица/Subotica          |                                            |
| Újvidék, heute Нови Сад/Novi Sad           |                                            |
| Zombor, heute Сомбор/Sombor                |                                            |
| Stadtbezirk (rendezett tanácsú város)      |                                            |
| Zenta, heute Сента/Senta                   |                                            |

Die Städte Baja und Bácsalmás liegen im heutigen Ungarn, die restlichen Städte im heutigen Serbien.